# جیمز وودگت
جیمز وودگت (انگلیسی: James Woodget; ۲۸ سپتامبر ۱۸۷۴ – ۳ اکتبر ۱۹۶۰) ورزشکار اهل بریتانیا بود.